# شبدوع
الشُبْدُوع أو الطلتروس (الاسم العلمي: Talitrus) هو جنس من المفصليات يتبع الفصيلة الطلتروسية من رتبة المزدوجات الأرجل.

## أنواع الطلتروس
- طلتروس غوليفري (الاسم العلمي:Talitrus gulliveri)
- طلتروس بستاني (الاسم العلمي:Talitrus hortulanus)
- طلتروس قافز (الاسم العلمي:Talitrus saltator)
- طلتروس تسماني (الاسم العلمي:Talitrus tasmaniae)
- طلتروس تولي (الاسم العلمي:Talitrus toli)
- طلتروس تروكاني (الاسم العلمي:Talitrus trukana)
- طلتروس مماثل (الاسم العلمي:Talitrus assimilis)
- طلتروس وثاب (الاسم العلمي:Talitrus tripudians)
- طلتروس باسيفيكي (الاسم العلمي:Talitrus pacificus)
- (الاسم العلمي:Talitrus nesius)